# Fiñana
Fiñana ist eine spanische Gemeinde in der Comarca Valle del Almanzora der Provinz Almería in der Autonomen Gemeinschaft Andalusien. Die Bevölkerung von Fiñana bestand im Jahr 2024 aus 1.984 Einwohnern. 

## Geografie
Die Gemeinde grenzt an Abla, Abrucena, Baza, Dólar, Huéneja, Láujar de Andarax und Paterna del Río. 

## Geschichte
Der Ort geht wahrscheinlich auf die Römerzeit zurück. Im  10. Jahrhundert errichteten die Mauren hier eine Verteidigungsanlage. 1489 fiel der Ort an die Katholischen Könige.

## Wirtschaft
Hauptproduktionszweig ist die Landwirtschaft, insbesondere der Getreideanbau, der Olivenanbau und der Zuckerrübenanbau, aber auch die Lebensmittelindustrie und der Eisenerzabbau.